# 伯特·夏普
伯特·夏普（英語：Bert Sharp，1926年7月29日—），澳大利亚男子草地滚球运动员。他曾代表澳大利亚参加1982年英联邦运动会草地滚球比赛，获得男子四人金牌。